# Willows
Willows – miasto (city), ośrodek administracyjny hrabstwa Glenn, w Kalifornii, w Stanach Zjednoczonych, położone w Dolinie Kalifornijskiej. W 2010 roku miasto liczyło 6166 mieszkańców. 
W sąsiedztwie miasta przebiega autostrada międzystanowa nr 5.